# Doran
Doran é uma cidade localizada no estado americano de Minnesota, no Condado de Wilkin.

## Demografia
Segundo o censo americano de 2000, a sua população era de 59 habitantes.
Em 2006, foi estimada uma população de 54, um decréscimo de 5 (-8.5%).

## Geografia
De acordo com o United States Census Bureau tem uma área de
0,5 km², dos quais 0,5 km² cobertos por terra e 0,0 km² cobertos por água. Doran localiza-se a aproximadamente 297 m acima do nível do mar.

## Localidades na vizinhança
O diagrama seguinte representa as localidades num raio de 20 km ao redor de Doran.